# Венглинский, Олег Николаевич
Оле́г Никола́евич Венгли́нский (укр. Олег Миколайович Венглінський; 21 марта 1978, Киев, СССР) — украинский футболист, нападающий. Играл за сборную Украины.
В 1997—2002 годах выступал в киевском «Динамо» (25 игр, 5 мячей), в 2002—2005 годах — в днепропетровском «Днепре» (57 игр, 31 мяч). В середине 2005 года перешёл в греческий клуб АЕК. Играл за одесский «Черноморец» с июля 2006 до конца 2008 года.
Играл за молодёжную сборную Украины. За национальную сборную Украины сыграл 10 матчей и забил 1 гол (в товарищеском матче со Словакией).
Его старший брат Александр также футболист.